# Burgstall Parsberg

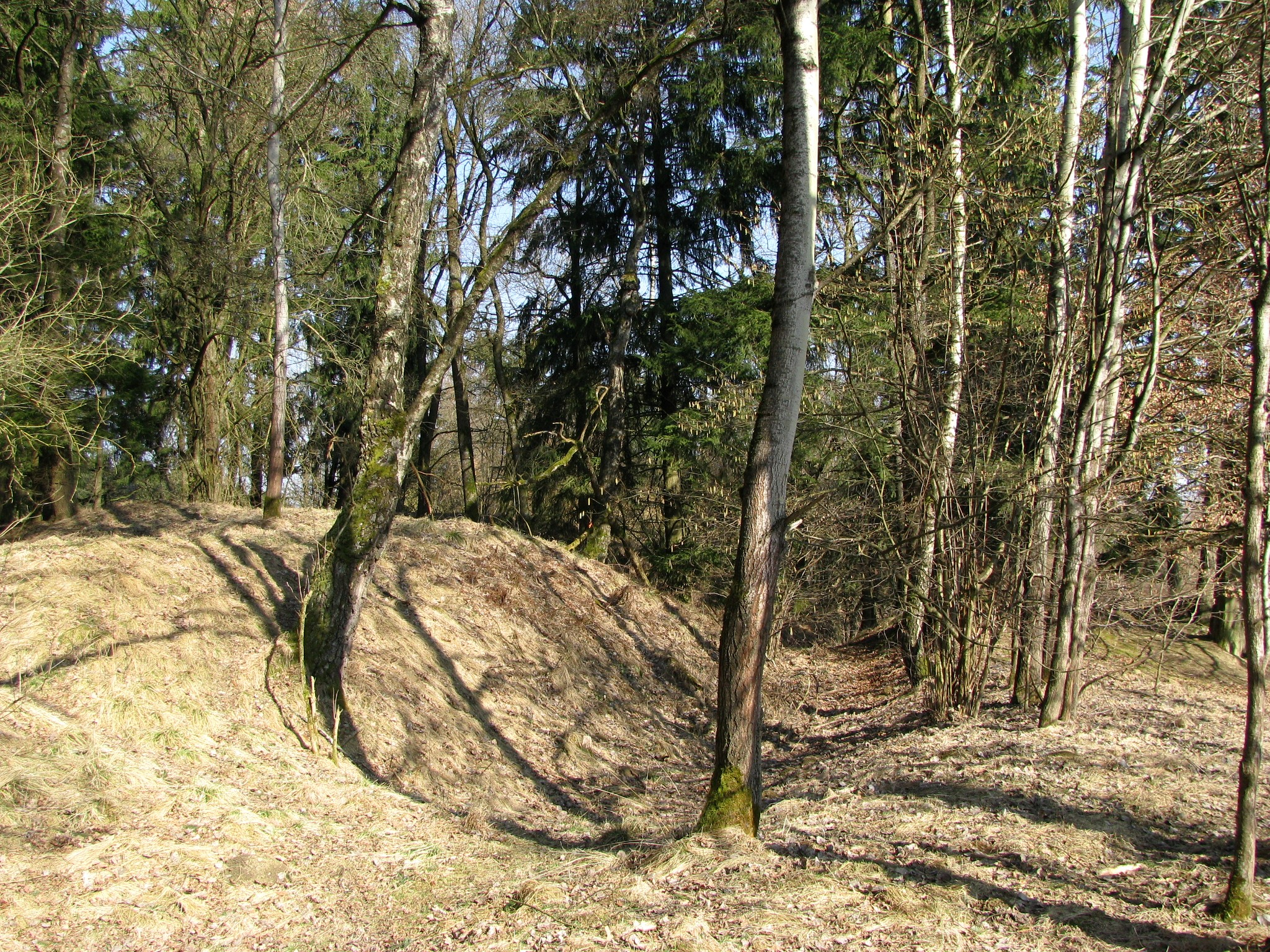
Graben an der Südseite

Der Burgstall Parsberg bezeichnet eine abgegangene Höhenburg auf einer 550 m ü. NN Hügelkuppe in der Gemarkung Puchheim auf einer Anhöhe über dem Erholungsgebiet Germeringer See im Landkreis Fürstenfeldbruck in Oberbayern. Das frei zugängliche Bodendenkmal geht auf eine hoch- bis spätmittelalterliche Turmhügelburg (Motte) zurück, von der aus möglicherweise die Salzstraße zwischen München und Augsburg kontrolliert wurde.

## Geschichte
Zur Geschichte der Burganlage haben sich keine Angaben in den ortsgeschichtlichen Quellen erhalten. Die aufgefundenen Keramikbruchstücke deuten darauf hin, dass der Burgplatz mindestens bis ins 14. Jahrhundert genutzt wurde. Der noch feststellbare Ziegelschutt im Bereich des Turmhügelrestes und der östlichen Vorburg datiert ins 12./13. Jahrhundert. Die typologischen Merkmale des westlichen Burgbereichs verweisen sogar auf das frühe Hochmittelalter.
Ob die Burg der Ansitz eines Edelfreien oder eines Ministerialen war, ist nicht eindeutig zu entscheiden. Als Lehnsherren wären neben den Herzögen von Bayern und den Grafen von Andechs vor allem die Bischöfe von Freising denkbar. Das Hochstift Freising verfügte in dieser Region über einigen Güterbesitz und erscheint in zahlreichen zeitgenössischen Urkunden. 
Ebenso unklar ist, ob die Burgherren dem Ortsadel von Puchheim oder Germering zuzurechnen sind. In der Vergangenheit wurde das weitläufige Bodendenkmal auf dem Parsberg sogar für eine keltische Viereckschanze gehalten.
Einige aufgefundene Pfeil- und Armbrusteisen könnten in Zusammenhang mit der Schlacht bei Alling stehen, die 1422 in der Nähe geschlagen wurde. Ob die Burg erst damals unterging, erscheint allerdings zweifelhaft. Zumindest scheint die hochmittelalterliche Wehranlage bis dahin nicht wesentlich verändert worden zu sein.

## Beschreibung

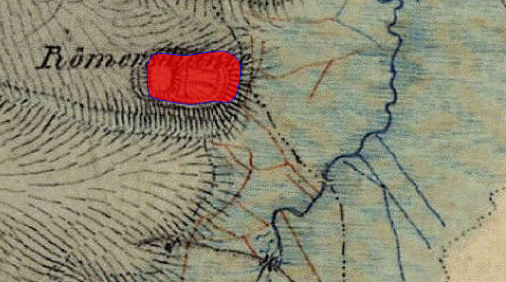
Lageplan von Burgstall Parsberg auf dem Urkataster von Bayern

Die mittelalterliche Burg wurde auf einer niedrigen Hügelkuppe über der Münchner Schotterebene errichtet. Der nur etwa 15 bis 20 Höhenmeter unterhalb gelegene Germeringer See entstand erst nach 1970 als Naherholungsgebiet der Stadt Germering  in einem ehemaligen Moor.
Ungewöhnlich ist die dreiteilige Anlage des Bodendenkmals. Im Zentrum erhebt sich noch der Westteil eines stattlichen, etwa sechs bis sieben Meter hohen Turmhügels, dessen Ostteil wohl zu Materialgewinnung abgegraben wurde.
Im Westen schützt eine kleine Vorburg den Turmhügel. Auch dieses – vollständig erhaltene – Vorwerk hat die Gestalt eines annähernd quadratischen Turmhügels, der etwa fünf Meter über die Grabensohle aufsteigt. Der Innenraum liegt etwa anderthalb Meter tiefer als die Ränder des Erdkegels.
Beide Burgteile werden von einem, zwei bis drei Meter tiefen Sohlgraben mit Randwällen umlaufen und durch einen Halsgraben getrennt, der offenbar zum – vielleicht älteren – Grabensystem des westlichen Burgteils gehört.  
Nach Osten läuft eine geräumige Vorburg hinunter zum Hügelfuß. Hier ist nur im Norden und Osten ein Grabensystem von ungefähr zwei Metern Tiefe erkennbar, der Südteil scheint nicht vollendet worden zu sein.
Insgesamt umfassen die Burggräben ein Areal von ungefähr 150 × 50 bis 60 Meter. Im Bereich des zentralen Turmhügels greifen die Randwälle bogenförmig nach Süden aus.
Das Bayerische Landesamt für Denkmalpflege verzeichnet das Bodendenkmal als  „Burgstall des hohen und späten Mittelalters ("Parsberg")“ unter der Denkmalnummer D-1-7834-0003.